# Kościół Świętych Apostołów Piotra i Pawła w Oławie
Kościół Świętych Apostołów Piotra i Pawła – rzymskokatolicki kościół parafialny należący do dekanatu Oława archidiecezji wrocławskiej.

## Historia
Obecna trzynawowa świątynia została zbudowana w latach 1833-1835 na miejscu dawnych zabudowań zamkowych. W 1831 r. rozpoczęto wyburzanie części środkowej pałacu tzw. skrzydła pałacowego księcia Chrystiana. Mury pałacu w jego zachodniej części zostały wykorzystane podczas budowy kościoła. Prace prowadzone były prawd. pod nadzorem Karla Friedricha Schinkla. Świątynia została wzniesiona dla oławskich katolików i zastąpiła ich poprzednią kaplicę, która od połowy XIV wieku znajdowała się w północnym skrzydle kompleksu zamkowego. W 1927 roku kościół został zniszczony przez pożar. Ucierpiał przez to ołtarz główny i organy. Po szybkiej odbudowie w 1933 roku został zbudowany nowy ołtarz główny, który został ozdobiony freskami przez śląskiego malarza L. P. Kowalskiego. W 1938 roku do świątyni została dostawiona wieża z dzwonnicą.

## Organy
W 1926 roku firma Rieger wybudowała 22-głosowe organy (opus 2220). Instrument w następnym roku spłonął, w związku z czym ta sama firma odbudowała go w 1928 r. w zbliżonym kształcie, jednak z dwoma głosami więcej. W 2020 r. firma Vestra wyremontowała kontuar oraz dokonała czyszczenia instrumentu.
Dyspozycja instrumentu:
| Manuał I         | Manuał II              | Pedał               |
| ---------------- | ---------------------- | ------------------- |
| 1. Mixtur 4 fach | 1. Oboe 8’             | 1. Posaune 16’      |
| 2. Rohr-Flöte 4’ | 2. Geigen-Principal 8’ | 2. Violon 16’       |
| 3. Oktave 4’     | 3. Flûte harmon. 8’    | 3. Subbass 16’      |
| 4. Hohlflöte 8’  | 4. Aeolina 8’          | 4. Bourdon-Bass 16’ |
| 5. Gemshorn 8’   | 5. Vox coelestis 8’    | 5. Oktav-Bass 8’    |
| 6. Salicional 8’ | 6. Dolce 4’            | 6. Cello 8’         |
| 7. Gamba 8’      | 7. Wald-Flöte 2’       |                     |
| 8. Principal 8’  | 8. Cornett 3-5fach     |                     |
| 9. Trompete 8’   |                        |                     |
| 10. Bordun 16’   |                        |                     |